# کوشک (اندیکا)
کِوِشک، روستایی از توابع بخش آبژدان شهرستان اندیکا در استان خوزستان ایران است.
مردم کوشک از ایل بختیاری هستند و به گویش بختیاری سخن میگویند. از جاذبه های جذاب کوشک میتوان به جزیره کوشک اشاره نمود.

## جمعیت
این  روستا در دهستان کوشک قرار دارد و براساس سرشماری مرکز آمار ایران در سال ۱۳۹۵، جمعیت آن بالغ بر چهار هزار نفر بوده‌است.